# Parammobatodes minutus
Parammobatodes minutus là một loài Hymenoptera trong họ Apidae. Loài này được Mocsáry mô tả khoa học năm 1878.